# Associação Desportiva de Macuácua
A Associação Desportiva de Macuácua, também conhecido por AD Macuácua é uma agremiação de futebol moçambicana baseada no distrito de Manjacaze, província de Gaza, sul do país.

## Histórico

### Campeonato Provincial da Gaza
2013
Alocada no grupo A do Campeonato Provincial, a equipa da Macuácua terminou na 7ª posição, entre as 8 do grupo e não avançou à fase seguinte.
No ano seguinte, 2014, a equipa falhou novamente na sua tentativa de subir para a elite do futebol, terminando o Campeonato Provincial novamente no 7º posto, entre as 11 equipas que estavam a disputar o torneio.
Em 2015, a equipe quase conseguiu avançar para a fase nacional da Divisão de Honra, quando terminou em 3º lugar a etapa Provincial. Em seu grupo, os dois melhores avançaram, de um total de 10 equipas.
Na temporada de 2016, a equipe de Macuácua, conseguiu classificar-se à fase final da Divisão de Honra, onde, na Zona Sul, disputou o campeonato junto com outras 9 equipas, conquistando o torneio com 42 pontos em 18 jogos, a ascendendo pela primeira vez ao Moçambola.

### Moçambola 2017
Em sua primeira participação no Moçambola, na temporada de 2017, a equipa de Macuácua não conseguiu repetir a boa campanha que o levou para a elite do futebol nacional. Entre os 16 clubes do Moçambola 2017, a equipa terminou em último lugar, conquistando 18 pontos em 30 jogos. Dessa forma, ela acabou despromovida à Divisão de Honra do ano seguinte.

### Divisão de Honra
De volta à Divisão de Honra em 2018, a Macuácua realizou uma boa campanha, terminou em primeiro lugar no Grupo Sul, entre as 12 equipas que disputavam o campeonato, novamente garantindo acesso ao Moçambola.